# 每日新聞大樓
每日新聞大樓（Daily News Building），又稱新聞大樓（The News Building），是位於美國紐約市曼哈頓中城的一座高476-英尺（145-）的摩天大樓，共有36層。每日新聞大樓興建於1929年至1930年期間，至1995年是紐約每日新聞的總部大樓。每日新聞大樓也曾是合眾國際社的總部。

## 外部連結
- 官方网站
- in-Arch.net: The Daily News Building （页面存档备份，存于）

1. 1 2  New York City Landmarks Preservation Commission "Daily News Building Designation Report （页面存档备份，存于） (July 28, 1981)
2. ↑  . National Register of Historic Places. National Park Service. 2007-01-23.
3. ↑  . National Historic Landmark summary listing. National Park Service. 2007-09-11. （原始内容存档于2011年6月5日）.